# Queyssac-les-Vignes
Queyssac-les-Vignes is een gemeente in het Franse departement Corrèze (regio Nouvelle-Aquitaine) en telt 180 inwoners (1999). De plaats maakt deel uit van het arrondissement Brive-la-Gaillarde.

## Geografie
De oppervlakte van Queyssac-les-Vignes bedraagt 11,2 km², de bevolkingsdichtheid is 16,1 inwoners per km².
De onderstaande kaart toont de ligging van Queyssac-les-Vignes met de belangrijkste infrastructuur en aangrenzende gemeenten.

## Demografie
Onderstaande figuur toont het verloop van het inwonertal (bron: INSEE-tellingen).